# Midi (Francia)

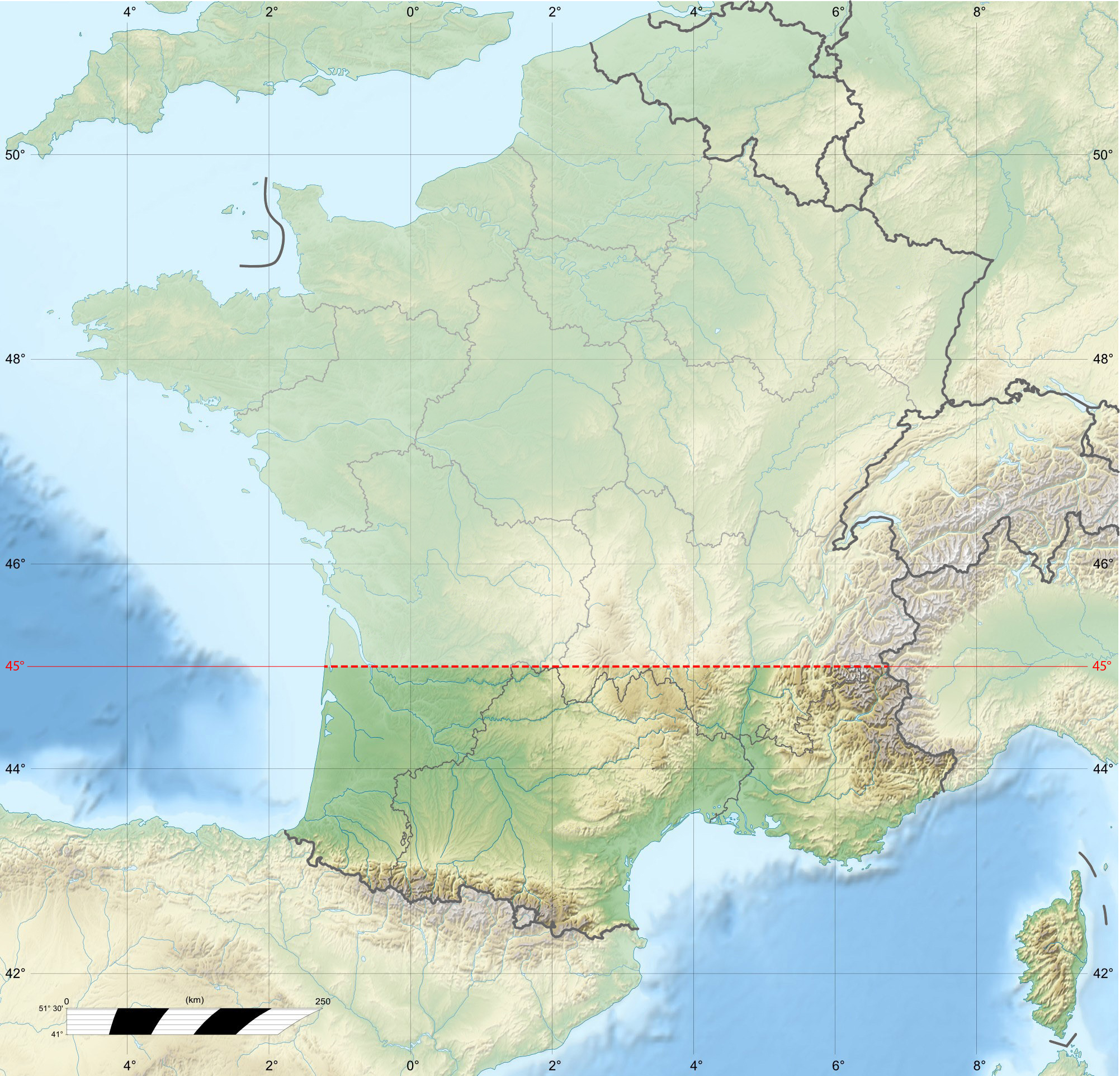
Il sud della Francia lungo il 45º parallelo.

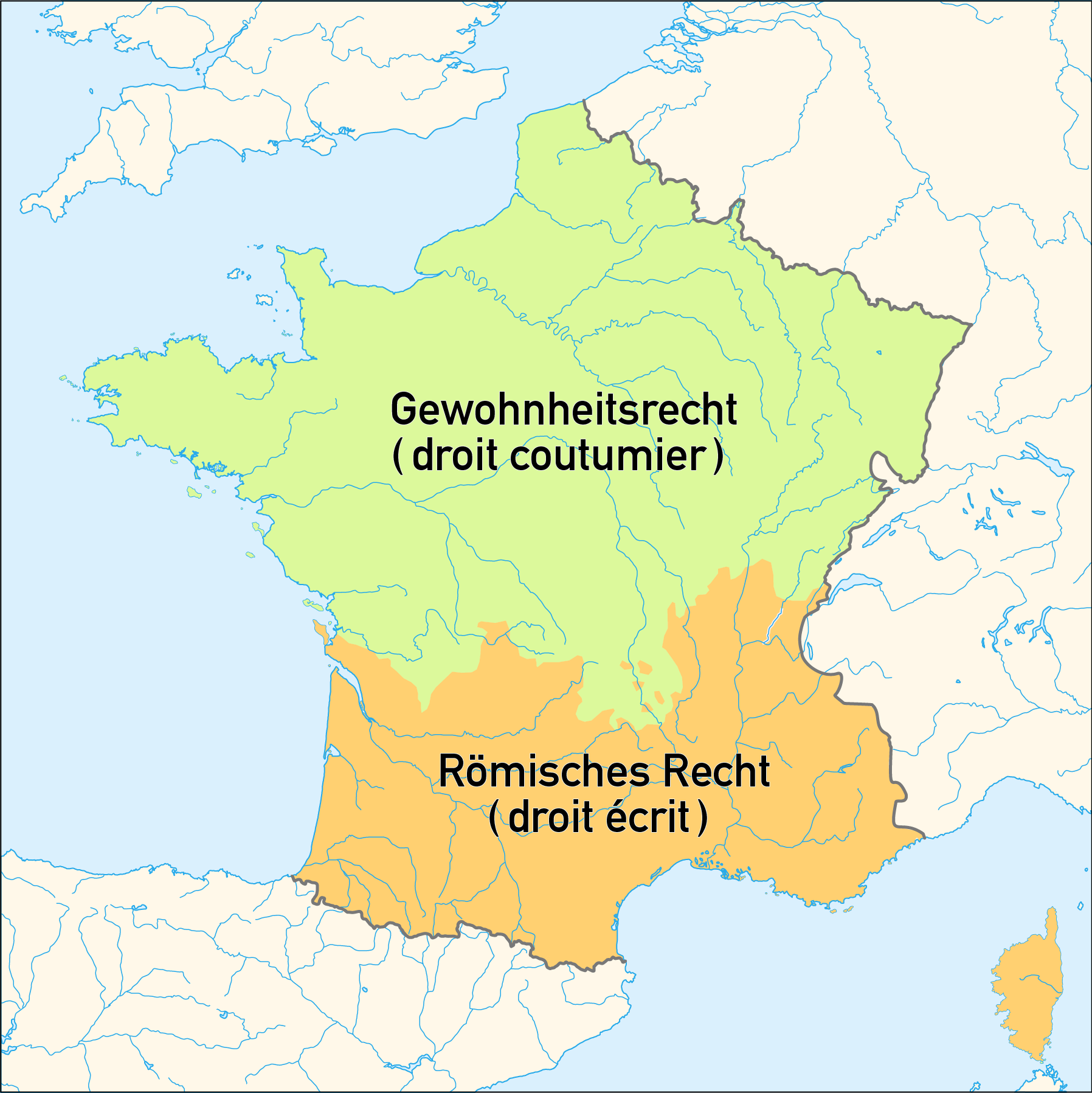
Aree di diritto consuetudinario e diritto romano in Francia nel corso dell'Ancien Régime.

La Francia meridionale (anche detta Sud della Francia o Francia mediterranea), conosciuta in Francia come Midi de la France (in italiano Mezzogiorno di Francia) è l'area geografica della Francia situata a sud dell'estuario della Gironda. Confina ad ovest con l'Oceano Atlantico, a sud con la Spagna e a est con l'Italia. Il Midi include le seguenti regioni della Francia:
- Aquitania
- Occitania
- Provenza-Alpi-Costa Azzurra
- Alvernia-Rodano-Alpi (l’area che si trova alla latitudine di Lione, il sud e il sud-est)
- Corsica

Quest'area corrisponde in larga parte a quella della regione storico-geografica dell'Occitania. Il termine Midi deriva dall'unione della parola mi, 'mezzo' in francese antico, e dies, 'giorno' in latino. Il suo significato e utilizzo sono analoghi a quelli dell'italiano Mezzogiorno, per indicare la parte meridionale d'Italia.